# Tour Bastion
La tour Bastion est un gratte-ciel de Bruxelles, en Belgique, situé porte de Namur, le long de la petite ceinture, sur le territoire de la commune d'Ixelles. 
Il fut achevé en  1970 et abrite principalement des bureaux.

## Histoire
La tour se situe sur l'ancien tracé de la rue du Bastion, démolie lors de la bruxellisation de la ville dans les années 1970.

## Accès
| ___ | Ce site est desservi par la station de métro : Porte de Namur. |